# Knud Munk
Knud Bernhard Munk (født 23. oktober 1936 i Fredericia, død 26. februar 2016) var en dansk arkitekt.

## Virke
Han tog realeksamen 1953, blev tømrersvend 1957 og bygningskonstruktør 1958. Munk blev optaget på Kunstakademiets Arkitektskole, hvorfra han tog afgang som arkitekt 1963. Han var ansat hos Henning Larsen og Arne Jacobsen 1963-65 og drev fra 1965 egen tegnestue.
Han var på studierejser til Mexico, Indien og USA.

## Hædersbevisninger
- Financial Times Architectural Award 1975
- Betong Pris, Norge 1978
- Betonelementprisen 1980
- The Concrete Society Award 1980
- Eckersberg Medaillen 1981
- Murerprisen 1990
- Nordisk Pladepris 1990
- Træprisen 1990

## Udstillinger
- Arkitektur 68, Kunstforeningen for Vestfyn, Assens 1968
- Vrå-udstillingen 1980
- L'Institut français d'architecture, 1988

## Værker
- Skovlyskolen, Søllerød (1970, 1. præmie 1965)
- Bryggeri for Carlsberg, Northampton (Financial Times' Award) Se også: Carlsberg, Northampton - previously Pickerin Phipps brewery
- Amtsgården, Roskilde (1976, 1. præmie 1968, udvidet 1989)
- Grieghallen, Bergen (1978, 1. præmie 1964)
- Kommunal administrationsbygning, Sorø (1978, 1. præmie)
- Tycho Brahe Planetarium, Gl. Kongevej, København (1989, 1. præmie)
- Udvidelse af Gladsaxe Rådhus (1984-86, 1. præmie 1984);
- Statens Serum Institut, Artillerivej, ekspeditionsbygning (1984)
- Statens Serum Institut, Aids-laboratorium (1986)
- Ringsted Hovedbibliotek, Tværallé (1985, 1. præmie 1981)
- Hørsholm Bibliotek og kulturhus, Trommen (1987-88, 1. præmie i indbudt konkurrence)
- Kammeroperahus, Bergen (1988)
- Dyrehospital m.m., Zoologisk Have, Frederiksberg (1988)
- Forbundshus for Danmarks Bibliotekarforbund, Frederiksberg (1990), præmieret af Frederiksberg Kommune)
- Musikteater m.m., Griegcentret, Bergen (1990)

### Projekter
- Stadshus, Malmö, (1967, 3. præmie)
- Operahus, Göteborg (1969, 2. præmie)
- Carlsberg Planetarium (1970, 1. præmie
- Universitetscenter, Aalborg (1975, 3. præmie)
- Kommunal administrationsbygning, Næstved (1. præmie)
- Postgirobygning, Høje Tåstrup (1986)
- Bibliotek, Alexandria, Egypten (1989, præmieret)
- Akropolis Museum, Athen (1990, præmieret)
- Musikhus, København (1993)

- Akademikertårnet, Lindevangs Allé 2
- Tycho Brahe Planetarium
- Hovedindgangen til Skovlyskolen